# Bear River City
Bear River City es una población en el condado de Box Elder, Estado de Utah, Estados Unidos. Según el censo de 2000, la población era de 750 habitantes, con un pequeño incremento respecto a 1990, cuando contaba con 700 habitantes. Los Bear River 51's de la liga de baloncesto de Utah juega sus encuentros en el gimnasio Bear River, junto al instituto.

## Geografía
Bear River City se encuentra en las coordenadas 41°36′55″N 112°7′32″O / 41.61528, -112.12556.
Según la oficina del censo de Estados Unidos, la población tiene una superficie de 4,1 km². No tiene superficie cubierta de agua.

## Demografía
Según el censo de 2000, había 750 habitantes, 226 casas y 195 familias residían en la ciudad. La densidad de población era 184,4 habitantes/km². Había 233 unidades de alojamiento con una densidad media de 57.3 unidades/km².
La máscara racial de la ciudad era 96,27% blanco, 0,27% indio americano, 2,27% de otras razas y 1,20% de dos o más razas. Los hispanos o latinos de cualquier raza eran el 3,87% de la población.
Había 226 casas, de las cuales el 46,9% tenía niños menores de 18 años, el 78,8% eran matrimonios, el 6,6% tenía un cabeza de familia femenino sin marido, y el 13,3% no son familia. El 12,4% de todas las casas tenían un único residente y el 7,1% tenía sólo residentes mayores de 65 años. El promedio de habitantes por hogar era de 3,32 y el tamaño medio de familia era de 3,64.
El 36,7% de los residentes es menor de 18 años, el 8,0% tiene edades entre los 18 y 24 años, el 25,6% entre los 25 y 44, el 19,3% entre los 45 y 64, y el 10,4% tiene 65 años o más. La media de edad es 30 años. Por cada 100 mujeres había 110,1 hombres. Por cada 100 mujeres de 18 años o más, había 100,4 hombres.
El ingreso medio por casa en la ciudad era de 52.212$, y el ingreso medio para una familia era de 55.833$. Los hombres tenían un ingreso medio de 40,417$ contra 24.821$ de las mujeres. Los ingresos per cápita para la ciudad eran de 17.296$. No hay población o familias por debajo del nivel de pobreza.